# Marcel Gaus
Marcel Gaus (* 2. August 1989 in Düsseldorf) ist ein ehemaliger deutscher Fußballspieler, der zuletzt beim 1. FC Saarbrücken unter Vertrag stand.

## Sportliche Laufbahn
Gaus war bereits in seiner Jugend für Fortuna Düsseldorf aktiv und wurde im Sommer 2008 in den Kader der ersten Mannschaft berufen, mit dem er 2009 in die 2. Fußball-Bundesliga aufstieg. Ab der darauffolgenden Saison 2009/10 spielte Gaus auch für Fortunas zweite Mannschaft in der Regionalliga West. Nachdem er sich in der Zweitligamannschaft der Fortuna auch 2010/11 keinen Stammplatz hatte erobern können, verlängerte Gaus seinen zum Saisonende 2010/11 auslaufenden Vertrag nicht und verließ die Fortuna nach fünf Jahren und ging nach Hessen.
Zur Spielzeit 2011/12 wurde Gaus vom FSV Frankfurt für ein Jahr mit Option auf eine weitere Spielzeit verpflichtet. Nach einigen weniger erfolgreichen Einsätzen in der Offensive wurde er von Trainer Hans-Jürgen Boysen auf der linken Abwehrseite eingesetzt. In seinem achten Spiel für die Zweitligaelf der Bornheimer erzielte er bei der 1:2-Auswärtsniederlage beim FC St. Pauli am zwölften Spieltag sein erstes Tor. Unter Boysens Nachfolger Benno Möhlmann war Gaus nach der Winterpause Stammkraft auf der offensiven linken Außenbahn das FSV. In der Saison 2012/13 verpasste er allerdings aufgrund einer langwierigen Schambeinentzündung die gesamte Vorrunde und kam erst nach der Winterpause wieder zum Einsatz.
Für die Spielzeit 2013/14 verpflichtete der 1. FC Kaiserslautern Gaus. Bei den Pfälzern erhielt der gebürtige Düsseldorfer einen Vierjahresvertrag, der für die Bundesliga und die 2. Bundesliga galt. Am 20. Juli 2013 debütierte er am ersten Spieltag im Auswärtsspiel gegen den SC Paderborn, das der FCK mit 1:0 gewann. Sein erstes Tor für die Lautrer erzielte er am 29. September 2013 beim 3:0-Heimsieg gegen 1860 München zur 1:0-Führung.
Zur Saison 2017/18 wechselte Gaus mit einem Dreijahresvertrag zum FC Ingolstadt 04. Nach dem Abstieg der Schanzer aus Liga 2 am Ende der Saison 2021/22 endete dort sein Engagement. Kurz vor Ende der 2. Transferperiode unterschrieb der seit Sommer 2022 vereinslose Gaus im Januar 2023 einen Vertrag bis Saisonende beim Drittligisten 1. FC Saarbrücken. Nach dem halben Jahr verblieb er im Saarland.
Nach der Spielzeit 2023/24 beendete Gaus seine Karriere.